# Flygvapnets sambands- och stabstjänstskola

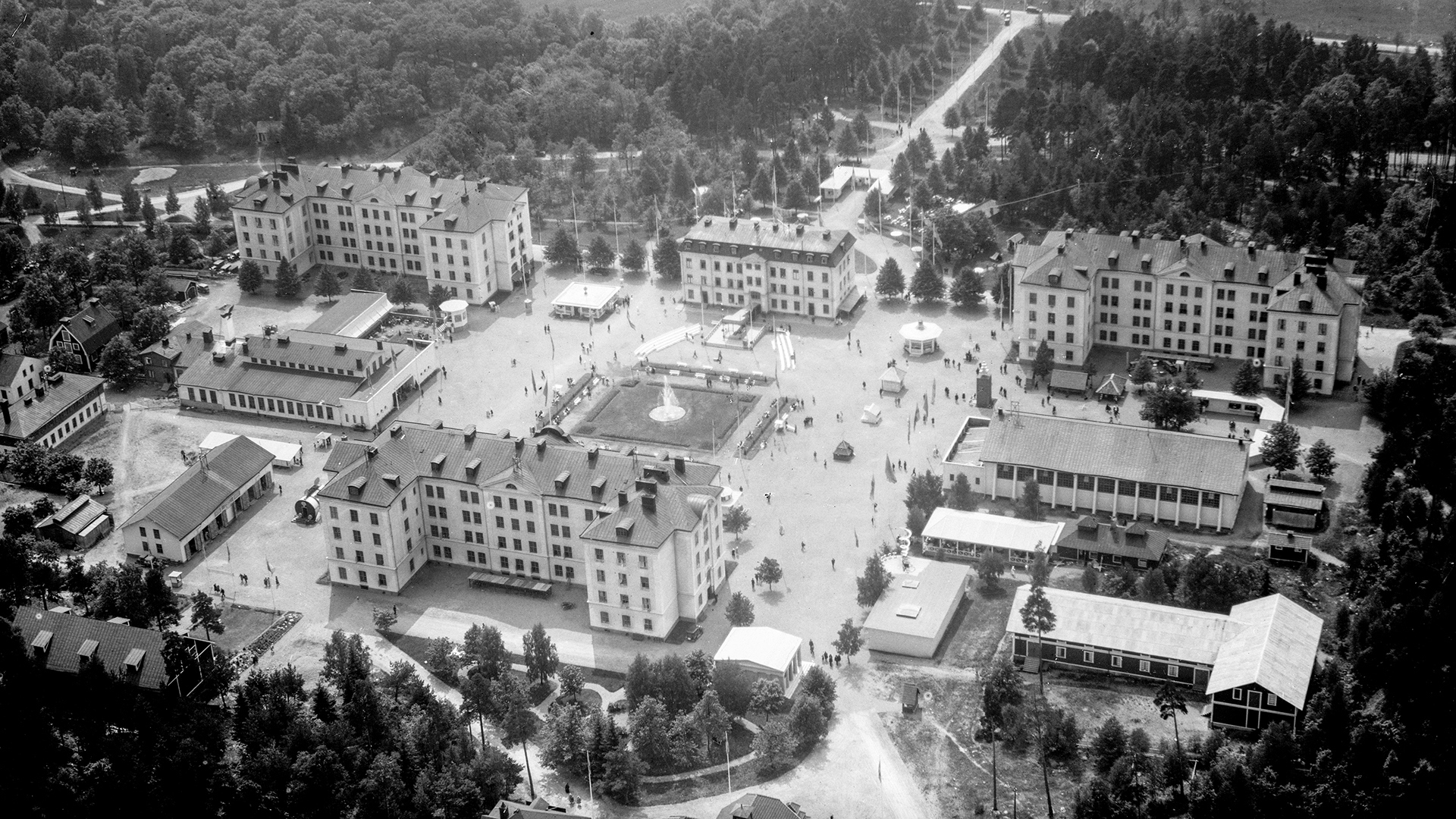
Kasernetablissementet i Västerås, där skolan var förlagd till den kasernen som står mittemot kanslihuset, dock riven någon gång åren 1962–1967.

Flygvapnets sambands- och stabstjänstskola (FSS) var en fack- och funktionsskola för markförbanden inom svenska flygvapnet som verkade i olika former åren 1942–1995. Förbandsledningen var förlagd i Halmstads garnison i Halmstad.

## Historik
Flygvapnets sambands- och stabstjänstskola bildades 1942 under namnet Flygvapnets signalskola och var en del av Flygvapnets centrala skolor i Västerås garnison. År 1962 omlokaliserades Flygvapnets signalskola till Halmstads garnison och blev en del av Hallands flygkår. I samband med att Hallands flygkår avvecklades 1972 och Flygvapnets Halmstadsskolor bildades, omorganiserades skolan till Flygvapnets sambands- och stabstjänstskola. År 1995 sammanslogs Flygvapnets sambands- och stabstjänstskola med Flygvapnets markteletekniska skola (FMTS) och bildade Informationsteknologiskolan (ITS).

## Verksamhet
Flygvapnets sambands- och stabstjänstskola uppgift var att utbilda sambandspersonal olika nivåer för att på bästa sätt utnyttja försvarets sambandsnät. Enligt den dåvarande sambandsinstruktion omfattade sambandstjänsten signaltjänst, signalskyddstjänst och ordonnanstjänst. Skolan utbildade både värnpliktiga som flygvapnets fasta personal.

## Förläggningar och övningsplatser
När skolan bilades 1942 var den förlagd till tredje kasernen vid kasernetablissementet i Viksäng i Västerås. År 1962 omlokaliserades skolan till Halmstad, där den förlades till Hallands flygflottiljs tidigare flottiljområde, där den blev kvar fram till att skolan upphörde 1995.

## Förbandschefer
- 1942–1995: ???

## Namn, beteckning och förläggningsort
| Flygvapnets signalskola                    | 1942-??-?? | – | 1972-11-30 |
| Flygvapnets sambands- och stabstjänstskola | 1972-12-01 | – | 1995-??-?? |

| FSS | 1942-??-?? | – | 1995-??-?? |

| Västerås garnison (F)  | 1942-??-?? | – | 1962-??-?? |
| Halmstads garnison (F) | 1962-??-?? | – | 1995-??-?? |